# 欧麦尔·本·赫塔卜清真寺
欧麦尔·本·赫塔卜清真寺（西班牙語：Mezquita de Omar Ibn Al-Jattab）是哥伦比亚瓜希拉省迈考的一座清真寺，是拉丁美洲第三大清真寺。它在当地通常直接被称为“La Mezquita”（清真寺），因为它是该地区唯一的清真寺。与达尔卡学校（Dar Alarkan School）一起，是该地区伊斯兰信仰和文化的中心。这座清真寺建于1997年9月17日，以第二代逊尼派哈里发欧麦尔·本·赫塔卜的名字命名。清真寺由伊朗建筑师阿里·纳马齐（Ali Namazi）设计，由土木工程师奥斯瓦尔多·比斯凯诺·方塔尔沃（Oswaldo Vizcaino Fontalvo）建造，建筑材料使用意大利大理石。它能轻易容纳1000多人。

## 历史
欧麦尔·本·赫塔卜清真寺是1960年至1970年期间在迈考定居的中东移民浪潮所留下的一个足迹，移民从里奥阿查登陆后向东走了72公里来到迈考。清真寺于1997年启用，由伊朗建筑师阿里·纳马齐用意大利大理石建造。
2007年，清真寺建成10周年，很多来自瓜希拉省的穆斯林前来参加活动。

## 内部
在入口处有一个很大的使用带框的阿拉伯书法装饰的开放大厅。再往里还有一个更大的大厅，房间的天花板上有装饰性的雕刻。大厅供穆斯林祈祷，这也是他们见面以结束禁食的地方。在楼上有一个供妇女祈祷的地方，它面对着圣城麦加，可以俯瞰下面的男士祈祷大厅。宣礼塔主宰着建筑的上部。
在清真寺出来的大楼梯下面，有一个房间供死者在遗体被送往当地穆斯林公墓之前进行纪念仪式。

## 外部
在清真寺的外面，可以看到一个坚固的大型结构，圆形彩色玻璃窗和一座31米高的宣礼塔。